# Kungliga Automobilklubben
Kungliga Automobilklubben (abgekürzt KAK) ist der schwedische Automobilclub. Die Organisation wurde 1903 als Svenska Automobil Klubben gegründet und ist heute ein gemeinnütziger Verein. Seit 1908 wird der heutige Name verwendet. Dieser wird im Deutschen häufig als „Königlicher Automobil-Club“ übersetzt. Der Hauptsitz der Organisation ist in Stockholm.
Der erste Vorsitzende des Vereins war Graf Clarence von Rosen. Dieser war an der Organisation der ersten Autowettbewerbe des Landes beteiligt. Von 1947 bis 1993 war Prinz Bertil von Schweden Vorsitzender des Vereins und organisierte als dieser ebenfalls viele Autowettbewerbe und Autorennen. 1935 gab KAK den ersten Autoatlas für Schweden heraus.
Der Verein setzt sich heute besonders für Verkehrssicherheit bei Kindern und Jugendlichen ein. Außerdem erstellt der Verein Straßenkarten, versucht Umweltproblemen im Zusammenhang mit dem Autoverkehr entgegenzuwirken und setzt sich für die Behebung von Straßenproblemen ein. Außerdem organisiert er soziale Aktivitäten. Seit 2003 bringt der Verein vierteljährlich die Zeitschrift Klubbnytt heraus. Zuvor wurde die Zeitschrift Svensk Motortidning (1907 bis 2002) von dem Verein veröffentlicht. 1953 hatte der KAK 16.649 Mitglieder und beschäftigte 148 Mitarbeiter.
Kungliga Automobilklubben ist nicht nur Schwedens ältester Automobilclub, sondern auch einer der Gründer des internationalen Dachverbands des Automobils, der Fédération Internationale de l’Automobile (FIA).

## Kungliga Motorbåtsklubben
1915 gründete der KAK den Kungliga Motorbåtsklubben (KMK), einen schwedischen Bootsclub. Der Club verfügt über zwei Häfen in Stockholm und hat derzeit rund 2000 Mitglieder mit 825 registrierten Booten.